# Edmund Anderson
Edmund Anderson (Broughton, 1530 – Londra, 1º agosto 1605) è stato un giurista inglese.
Fu Lord Chief Justice of Common Pleas dal 1582. Fedele elisabettiano, è noto soprattutto per aver presieduto il processo contro Maria Stuarda.